# 大諾沃西爾卡市鎮
大諾沃西爾卡鎮級市鎮（羅馬化：Velykonovosilkivska selyshchna hromada）是乌克兰東部顿涅茨克州沃尔诺瓦哈区的一个市镇，行政中心为大諾沃西爾卡。市镇面积为906.7平方公里，2020年人口18,710。

## 居民点
该市镇包括29个居民点：8个镇和21个村庄。
部分镇如下：
- 大諾沃西爾卡
- 烏羅扎伊内

部分村庄如下：
- 康斯坦丁诺皮尔
- 旧马约尔斯克